# آركاشون
 آركاشون ، (بالإنجليزية: Arcachon)‏، (الفرنسية:aʁ.ka.ʃɔ̃)، هي بلدية فرنسية تقع في إقليم جيروند، بجنوب غرب فرنسا. إنها منتجع ساحلي شهير على ساحل المحيط الأطلسي، على بعد 55 كم (34 ميل) جنوب غرب بوردو، في غابة لاندز. لديها شاطئ رملي، ومناخ معتدل، يقال أنها ملاذ لذوي الاحتياجات الخاصة الذين يعانون من الشكاوى الرئوية. حدود آركاشون مع: أفيرو، البرتغال.

## توأمة
لآركاشون اتفاقيات توأمة مع كل من:
- بسكارا
- غوسلار
- غاردوني ريفييرا
- أميرست
- أفيرو

## أعلام
- أنطونين ماغني
- امبير بلزان
- سيلفي هينروتين كاستر
- رافاييل باريت